# Apricano
Apricano (en euskera y oficialmente Aprikano) es un concejo del municipio de Cuartango, en la provincia de Álava, España.

## Historia
Hacia mediados del siglo XIX, el lugar, ya por entonces perteneciente a Cuartango, tenía contabilizada una población de 70 habitantes. Aparece descrito en el segundo volumen del Diccionario geográfico-estadístico-histórico de España y sus posesiones de Ultramar de Pascual Madoz de la siguiente manera:

APRICANO: l. en la prov. de Alava (4 leg. á Vitoria), dióc. de Calahorra (20), part. jud. de Salinas de Añana (3), herm. y ayunt. de Cuartango (1): sit. á la izq. del r. Bayas entre las elevadas peñas de Badaña y Arcamo; pero bien ventilado y clima sano; hay 13 casas y una igl. parr. (Santiago Apóstol) servida por un cura beneficiado con titulo de perpetuo: el térm. confina por N. á 1/2 leg. con Zuazo, por E. á igual dist. con la mencionada sierra de Badaya, por S. con Portillo de Techa y Subijana á 1/2 leg., así como por O. con la citada sierra de Arcamo y 1. de Ullivarri; hay varias fuentes cuyos derrames se unen al Bayas, el cual tiene un puente de piedra de 3 arcos: el terreno es de buena calidad y los montes se hallan pobl. de encinas y robles ademas del arbolado y hermosos prados de las riberas del indicado r.: los caminos son medianos, y se dirigen uno desde Castilla á Bilbao y otro á Orduña, atravesando la gran sierra de Guibijo: el correo lo recibe en Orduña: prod.: trigo, cebada, avena, habas y otras semillas, patata, lino, manzana, ciruelas, cerezas, nueces y alguna hortaliza: cría ganado yeguar y mular, vacuno, lanar, cabrío y de cerda; hay caza de perdices, liebres, codornices, sordas y anades; se pescan truchas, anguilas, barbos y otros peces; tiene un mediano molino harinero para el servicio del pueblo: pobl.: 11 vec.; 70 alm.: contr. (V. Alava intendencia.).
(Madoz, 1845, pp. 366-367)

Décadas después, ya en el siglo XX, se describe de la siguiente manera en el tomo de la Geografía general del País Vasco-Navarro dedicado a Álava y escrito por Vicente Vera y López:

Apricano.—Dista de Andagoya 9 kilómetros. Tiene 16 casas; la población asciende á 75 almas de hecho y de derecho. Limita, al N., con Zuazo; al E., con la sierra de Badaya; al S., con Subijana y Morillas, y al O., con Ullíbarri de Cuartango. Su parroquia es de categoría rural de segunda, tiene dos anejas, pertenece al arciprestazgo de Cuartango y está dedicada á Santiago. Carece de escuela pública y los niños acuden á la de Zuazo, distante un kilómetro.
(Vera y López, 1915-1921, p. 426)

En 2022, tenía empadronados dieciséis habitantes.

## Demografía
| Gráfica de evolución demográfica de Apricano entre 2000 y 2017 |
|                                                                |
| Población de derecho según los censos de población del INE.    |

## Patrimonio

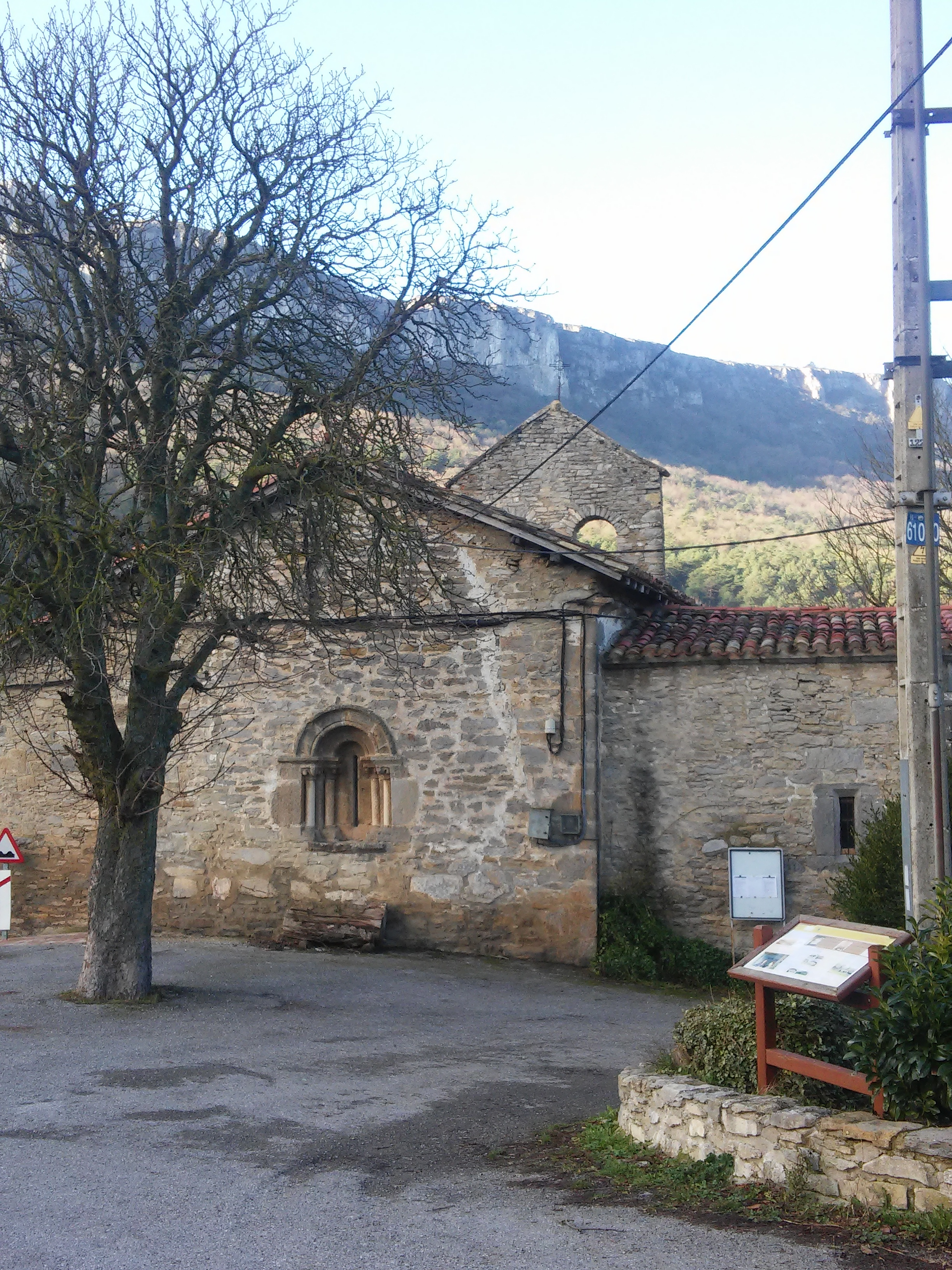
Vista de la iglesia de Santiago Apóstol

Hay en el lugar una Iglesia de Santiago Apóstol.